# ژادرانسکی نفتاوود
ژادرانسکی نفتاوود (انگلیسی: Jadranski naftovod) شرکت دولتی نفت کرواسی است، که در سال ۲۰۰۱ تأسیس شد.